# إريك أولد
اريك أولد (بالإنجليزية: Eric Auld)‏ هو رسام بريطاني، ولد في 1931، وتوفي في 24 ديسمبر 2013.